# Alicia Florrick
Alicia Florrick (de soltera Cavanaugh) es la protagonista de la serie de televisión de CBS The Good Wife y es representada por Julianna Margulies, quien ha recibido críticas positivas por su actuación, ganando dos premios Emmy por Mejor Actriz Líder en una Serie de Drama.
La historia de Alicia se centra en sus relaciones románticas, incluyendo la lucha entre quedarse o divorciarse de su esposo infiel, Peter Florrick, o buscar otras relaciones con otros hombres, más notablemente con Will Gardner. Otras historias incluyen la transformación de Alicia de "la víctima" a "el victimario", su manejo de las consecuencias negativas de sus acciones, su devoción a sus hijos en medio de la agitación política, su obsesión por el poder y su crecimiento en la confianza.

## Biografía del personaje

### Antecedentes
Alicia Cavanaugh nació en 1967 de Verónica Cavanaugh (Stockard Channing) y de un padre desconocido, de quien Verónica se separó antes de su primera aparición en la serie en la cuarta temporada. Es la hermana mayor de Owen Cavanaugh (Dallas Roberts), a quien ama mucho, habiendo crecido muy cerca durante la separación de sus padres, a pesar de su tendencia a entrometerse en su vida personal. Su madre, ahora con el nombre de Verónica Loy, hace su primera aparición en "A Defense of Marriage" durante la temporada 4, donde se revela que Alicia se había distanciado de su madre debido a sus varios rematrimonios después de su separación del padre de Alicia, así como a su infidelidad. Verónica nunca le dio a Alicia una conexión maternal, y a su padre nunca se le dio la oportunidad de hacerlo, lo que llevó a Alicia a replegarse emocionalmente, una tendencia que ha demostrado con frecuencia a lo largo de la serie. Irónicamente, Alicia ha participado en varias de las mismas prácticas que su madre y que ella desaprueba, incluyendo la infidelidad, varias relaciones y el alejamiento de sus hijos.
Alicia asistió al Centro de Leyes de la Universidad de Georgetown, donde se graduó como la mejor de su clase en 1992, a pesar de su tendencia a dormir durante las clases que no encontraba interesantes. Mientras asistía, conoció y se hizo amiga de Will Gardner (Josh Charles), quien se graduó junto a ella. Durante su tiempo en la escuela de leyes, Will y Alicia tuvieron una relación no oficial, pero nunca se convirtió en una relación adecuada debido a su "mal momento". Después de su graduación de Georgetown, se convirtió en una abogada junior en el bufete de abogados Crozier, Abrams & Abbott, de tamaño mediano de Chicago, donde registró las horas más facturables de cualquier asociado. Mientras trabaja allí, conoce a Peter Florrick (Chris Noth), otro abogado con ambiciones políticas, con quien se casa unos años después y adopta el apellido Florrick. Alicia no comparte la ambición política de Peter, pero acomoda la suya, renunciando a Crozier, Abrams & Abbott para convertirse en una "buena esposa" política donde actúa como instrumento político durante las campañas y la recaudación de fondos. Para este papel, recibe el apodo de "Santa Alicia", una etiqueta que inicialmente le resulta irritante, pero que más tarde se le considera humorística. Los dos eventualmente se mudan a Highland Parks, un barrio de lujo en los suburbios de Chicago donde ella y Peter crían a Zachary "Zach" Florrick (Graham Phillips), y Grace Florrick (Makenzie Vega). Se hace amiga de sus vecinos, pero rápidamente es condenada al ostracismo a raíz de un escándalo sexual muy publicitado en relación con su esposo, el actual Fiscal del Estado del Condado de Cook, Illinois.
Meses antes de la serie, un rival político de Peter, Glenn Childs (Titus Welliver), que tenía la vista puesta en el trabajo de Peter, filtra una cinta sexual de Peter y Amber Madison (Kim Shaw), una acompañante de Chicago. La cinta plantea interrogantes sobre si Peter abusó de su cargo, con acusaciones de intercambiar favores políticos por servicios sexuales y artículos materiales que se cabildeaban en su contra. La historia se publica por primera vez en la CNBC, y Alicia inmediatamente protege a sus hijos de todas las estaciones de noticias para protegerlos de las noticias. Peter dimite para evitar un juicio político, pero finalmente es condenado por cargos de corrupción, lo que lleva a Alicia a creer que ella, así como sus hijos, se habían convertido en un daño colateral en una disputa política entre Peter y Childs. Al renunciar, Alicia abofetea a Peter por victimizarla a ella y a sus hijos.
Habiendo estado fuera de la fuerza laboral durante casi una década, y sin ingresos, Alicia asume el papel de sostén de la familia Florrick. Ella, Zach y Grace se mudan a un condominio en el centro de Chicago mientras busca un nuevo trabajo, lo cual le cuesta trabajo debido a la reputación dañada de su familia. Eventualmente, se vuelve a conectar con Will, quien ahora es socio de la firma de abogados Stern, Lockhart, & Gardner en Chicago. Él le ofrece un trabajo en su bufete, que ella acepta, pero pronto se entera de que el puesto que se le ofrece ya estaba ocupado por un abogado más joven y educado en Harvard, Cary Agos (Matt Czuchry). Siendo amiga de Will, él y otra compañera de nombre, Diane Lockhart (Christine Baranski), organizan un arreglo por el cual los dos competirán por el trabajo y, en seis meses, uno será despedido.

### Vida laboral
Alicia es designada por Diane como "la rama entre lo legal y lo político", utilizando a su marido, que luego reside en una prisión del condado, para solicitar información sobre los casos en los que está trabajando, lo que resulta muy desagradable para los jueces, que consideran que esta práctica no es ética. Se demuestra que es una abogada competente, lo que le permite mantener su trabajo en Lockhart/Gardner, lo que resulta en el despido de un Cary vengativo. Como consecuencia, Alicia se convierte en el blanco de los ataques de Cary, que ahora trabaja bajo las órdenes de Glenn en la oficina del Fiscal del Estado.
Lockhart/Gardner entra en problemas financieros en la cuarta temporada, encontrándose con cientos de millones de dólares en deudas. Will y Diane contratan a un contador (Clark Hayden) para asegurar que la firma siga siendo solvente, pero pronto se vuelve demasiado entusiasta en sus esfuerzos e invierte demasiado en la supervivencia financiera de la firma, ya que intenta remover a Will y Diane como socio principal después de su incapacidad de pagar deudas a sus accionistas de manera oportuna. En un esfuerzo por reunir rápidamente capital para sus reembolsos, Will y Diane le ofrecen a Alicia una sociedad en la firma. Creyendo que esto es una recompensa por sus esfuerzos y éxito, Alicia está encantada de convertirse en socia, pero se enfurece cuando se entera de que esto sólo ha sido un intento de recaudar dinero, ya que se ha ofrecido una sociedad a todos los asociados de cuarto año, incluyendo a un recién recontratado Cary.
Cary propuso que él y Alicia comenzaran su propio bufete, y se llevaran a los otros asociados de cuarto año, así como a uno de los investigadores internos, con ellos. Aunque inicialmente rechazó esta oferta, empezó a simpatizar con esta idea debido a su desprecio por los demás empleados de Lockhart/Gardner. A partir de la quinta temporada, Alicia y Cary conspiran para dejar Lockhart/Gardner y robar varios clientes de renombre para ellos mismos. Mientras descargan documentos para los casos en curso que pretenden seguir litigando en Florrick/Agos, Diane descubre su complot, e informa a Will, quien confisca su laptop y su teléfono celular. Despedirá de inmediato a Alicia y Cary, así como a todos los demás que han estado tratando de robar clientes de Lockhart/Gardner.
Will, traicionado debido a la generosidad que extendió a Alicia, se revigoriza e inicia una expansión de Lockhart/Gardner hacia la costa este y oeste. Sin embargo, Alicia utiliza a Peter, quien había sido liberado de la prisión y posteriormente elegido gobernador de Illinois, para seguir cazando clientes furtivamente. En un caso, Peter amenaza con aplicar el impuesto sobre las ventas a Internet y a las empresas basadas en Internet en una sutil advertencia a ChumHum (una farsa de Google) de que, si no contratan a Florrick/Agos como su firma litigante civil, perjudicará su negocio. Sin embargo, después de la muerte de Will, Diane, Alicia y Cary se reúnen para formar Florrick/Agos & Lockhart.
Alicia regresa a trabajar en Lockhart, Agos, & Lee después de su retiro de la carrera por la fiscalía del estado, y en su primer día de regreso, sus antiguos compañeros de trabajo la entretienen en una habitación para que puedan robar a los clientes restantes que dejaron la firma cuando Alicia renunció. Cuando Alicia descubre esto, propone abrir un bufete de abogados con Finn Polmar (Matthew Goode), una pareja no oficial. Estos planes fracasan cuando Finn deja la ciudad, por lo que Alicia, en busca de empleo, se convierte en abogada de la corte de fianzas. Allí conoce y se hace amiga de Lucca Quinn (Cush Jumbo), una colega abogada de la corte de fianzas. Las dos comienzan su propio bufete de abogados, pero esto se disuelve cuando ambas son contratadas por Lockhart, Agos, & Lee. Diane, por encima de las objeciones de Cary, hace de Alicia una socia de renombre en un intento de crear una empresa dirigida por mujeres. Cary, después de una disputa con Diane por el puesto de Alicia, renuncia para convertirse en profesor invitado en una universidad local, harto de la política de oficina en la que ha estado involucrado en los últimos tres años. Diane y Alicia finalmente eliminan a David Lee (Zach Grenier) como socio de nombre, y las dos se convierten en las socias de nombre de un bufete de abogados dirigido por mujeres.
Alicia no ha hecho ninguna aparición en The Good Fight, pero se ha revelado que ha renunciado a Florrick & Lockhart dentro de un año después del reajuste de la firma.

### Política
El nombre del programa es una referencia a la posición de Alicia dentro de la vida de Peter: la buena esposa política. Su papel es únicamente el de reforzar la carrera política de Peter, un trabajo que continúa haciendo después de que Peter saliera de la cárcel. Sin embargo, aunque tolera el foco político, se niega a dejar que sus hijos sean explotados para los mismos fines, lo que a menudo conduce a conflictos entre ella y Eli Gold (Alan Cumming), el director de campaña de Peter, que ve a Zach y Grace como un apoyo político efectivo.
Al final de la quinta temporada, Eli, que ahora es el jefe de personal de Peter, propone que se presente como candidata a fiscal del estado del Condado de Cook, la oficina que su esposo ocupaba anteriormente. Aunque inicialmente rechazó esta oferta, Alicia aceptó debido a sus objeciones con respecto al abuso de poder del fiscal del estado. El titular eventualmente se aparta de la carrera, y Alicia, en cambio, se opone a Frank Prady (David Hyde Pierce), un analista legal de televisión. Inicialmente, Alicia y Prady forman una alianza en la que ambos acuerdan no recurrir a ataques personales. Sin embargo, ambos incumplieron sus promesas cuando Prady criticó la ética de Alicia y la acusó de estar abierta a favores políticos para sus antiguos clientes y cuando Alicia publicó un anuncio que acusaba a Prady de ser un republicano cercano, además de insinuar que podría ser gay. Alicia también es vista mintiendo a figuras influyentes del Condado de Cook para asegurar su apoyo. Estas mentiras incluían negar el conocimiento que Lemond Bishop (Mike Colter), infame capo de la droga y asesino en serie, donó a su campaña, cuando ya había sido informada del hecho de que Bishop había establecido su PAC, así como sugerir que Prady es gay a un donante demócrata homofóbico con el fin de adquirir fondos.
Alicia finalmente gana las elecciones, pero es obligada a renunciar por Mike Landau (Mike Pniewski), jefe del Partido Demócrata de Illinois. Después de los informes de fraude electoral, Landau le revela a Alicia que manipuló las máquinas de votación para preservar la supermayoría demócrata en la legislatura del estado de Illinois. Sin embargo, para mantener la fachada de unas elecciones justas, Landau obliga a Alicia a dimitir.
En la séptima temporada, Peter se postula para la presidencia, con la esperanza de convertirse en el vicepresidente de Hillary Clinton en la que Alicia sigue apoyándolo. Sin embargo, Peter ocupa el tercer lugar en las asambleas electorales de Iowa, lo que disminuye cualquier esperanza de que se le utilice para la nominación, lo que indica la salida de Alicia de la política.

### Final
La séptima temporada sigue al procesamiento de Peter, una vez más, por corrupción, acusado de destruir pruebas para obtener fondos de un rico donante demócrata, cuyo hijo estaba en juicio, durante su mandato como fiscal del estado. Alicia se compromete a no anticipar su divorcio hasta después del juicio para no exudar la noción de que puede ser culpable. Sin embargo, Alicia tiene la intención de divorciarse si Peter es absuelto, pero cualquier separación de este tipo se pondría en peligro si Peter fuera condenado.
Desesperada por absolver a Peter para que ella pueda divorciarse a favor de continuar su relación con Jason Crouse (Jeffrey Dean Morgan), Alicia, Diane y Lucca persiguen la estrategia de probar que Peter no tenía razón para descartar la evidencia porque el hijo del donante no era culpable. Al hacerlo, Alicia trae al esposo de Diane, Kurt McVeigh (Gary Cole), un experto en balística, para testificar que las balas probablemente no provenían del arma del hijo del donante. Este testimonio es inmediatamente socavado por otra experta en balística llamada Holly. Alicia, tratando de refutar este testimonio, llama a Kurt al estrado y lo presiona para que contradiga este testimonio. Pero cuando Kurt se niega, Lucca lo acusa (a petición de Alicia) de proteger a Holly debido a una aventura que tuvieron mientras Kurt estaba casado con Diane.
Diane, herida y traicionada, culpa a Alicia por destruir su matrimonio. Después de asistir a la renuncia de Peter, ella se enfrenta a Alicia y, sin decir nada, le da una bofetada a Alicia y se va. Esta escena fue significativa para los escritores Robert y Michelle King, quienes vieron esto como un símbolo de la transición de Alicia de ser la "victimizada", teniendo su vida arruinada por su infiel y corrupto esposo, a la "victimizadora" de haber destruido el matrimonio de Kurt y Diane para que ella pudiera perseguir su propia relación. En efecto, para el final, Alicia se había convertido en Peter.

## Recepción
La caracterización de Alicia ha recibido elogios de la crítica, con muchas comparaciones favorables entre ella, Tony Soprano de Los Soprano, Walter White de Breaking Bad y Don Draper de Mad Men. Escribiendo para Vanity Fair, Joanna Robinson escribe: "Mientras Alicia hacía su última reverencia en una época en la que los zombis de hielo en Game of Thrones y los zombis sudorosos en The Walking Dead dominan la cultura pop, Alicia Florrick pertenece a la época de Walter White, Don Draper y las otras estrellas de la edad de oro del antihéroe de la televisión". Sin embargo, Robinson destaca la diferencia entre Alicia y otros antihéroes, escribiendo: "Alicia termina más insensible que Walter White (que al menos salió a disculparse con Skyler y salvar a Pinkman) o Don Draper (que, oye, le compró al mundo una Coca-Cola!). Alicia arroja a Diane justo debajo del autobús de una manera que los Kings describen como 'daño colateral'. La interpretación más caritativa que se nos ocurre es que al menos Alicia estaba pensando parcialmente en Grace como ella lo hizo".
Margulies ha recibido elogios de la crítica por su actuación como Alicia Florrick. En su revisión inicial de la serie, Rob Owen de Pittsburgh Post-Gazette elogió la actuación de Margulies, calificando el espectáculo como "un magnífico escaparate para la actriz Julianna Margulies, que eleva el ya de por sí buen material con su actuación perceptiva y abierta".
Daniel Fienberg, de The Hollywood Reporter, también elogió la actuación de Margulies, escribiendo que "la excelencia de la actuación de Margulies se ha basado en su negativa a hacer que Alicia sea fácil de entender, en mantener un muro complicado y en elegir esos pocos momentos en los que exponer grietas emocionales". Y más tarde comparó su actuación con la de James Gandolfini en The Sopranos o la de Bryan Cranston en Breaking Bad, escribiendo que "La actuación de Margulies a veces puso a Alicia en la categoría de antihéroes de cable de Tony Soprano/Walter White/Don Draper".

### Elogios
Por su actuación, Margulies ganó un Premio de la Crítica, un Globo de Oro, dos Premios Emmy en horario estelar, dos Premios del Screen Actors Guild y un Premio de la Asociación de Críticos de Televisión.